# Campeonato Nacional de fútbol (Argentina)

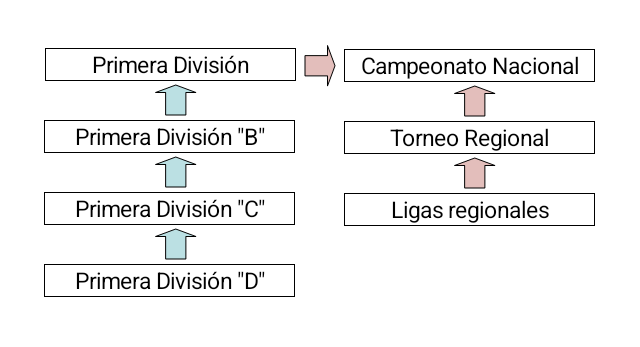
Sistema de ligas del futbol argentino entre 1967 y 1985. Las flechas verdes corresponden con los ascensos y descensos entre los torneos, mientras las flechas rojas corresponden con la clasificación al torneo indicado por una temporada

El Campeonato Nacional, también llamado Torneo Nacional,  fue un certamen oficial, organizado por la Asociación del Fútbol Argentino, y se disputó en el marco de la Primera División entre los años 1967 y 1985. En total, se disputaron diecinueve ediciones, que se caracterizaron por un frecuente cambio en la estructura del torneo, variando de una disputa a otra, incluido el número de participantes. En los primeros quince certámenes, se realizó después de la conclusión del Torneo Metropolitano, mientras que en los cuatro últimos, se jugó previamente a la disputa del campeonato tradicional. El torneo Nacional es considerado de Primera División y otorgaba título de campeón a su ganador, además de la clasificación a la Copa Libertadores de América. En ocasiones, el subcampeón del Torneo Nacional (en sus ediciones de 1967, 1969, 1970, 1971 y 1972) clasificaba también directo al máximo certamen continental.
Fue creado por iniciativa de don Valentín Suárez, por entonces presidente de la Asociación del Fútbol Argentino, con la finalidad de federalizar la competencia, incorporando equipos del interior del país, indirectamente afiliados a través de las ligas regionales nucleadas en el Consejo Federal. Para determinar a dichos equipos se instituyó el Torneo Regional, cuyo diseño piramidal, basado en la distribución geográfica de los clubes, desembocaba en la clasificación al Nacional; a lo que se agregó, a partir de 1970, el sistema de plazas fijas, por el que aquellas regiones de mayor predicamento incluían directamente a uno o más clasificados, que fueron los campeones de liga o los ganadores de certámenes clasificatorios. Esas plazas variaron según las distintas ediciones y correspondieron a la ciudad de Mar del Plata, el conglomerado del Gran Mendoza, la provincia de Córdoba, la provincia de Jujuy, la provincia de Salta, la provincia de Tucumán y la ciudad de San Juan. A ellos se agregaban los equipos directamente afiliados, cuya participación se determinaba a través del Torneo Metropolitano, según una reglamentación que fue cambiando a lo largo del tiempo.
Dejó de disputarse tras la reforma iniciada en 1985, que incluyó regularmente a los equipos indirectamente afiliados en los campeonatos oficiales por medio de un sistema de ascensos y descensos, a través de la creación del Torneo Nacional B.

## Ediciones disputadas
| Año  | Número de participantes                                                   | Sistema de disputa | Campeón            | Subcampeón         |
| ---- | ------------------------------------------------------------------------- | --- | ------------------ | ------------------ |
| 1967 | 16 equipos, 12 del torneo regular y 4 del Regional                        | Una rueda de todos contra todos · | Independiente      | Estudiantes (LP)   |
| 1968 | 16 equipos, 12 del torneo regular y 4 del Regional                        | Una rueda de todos contra todos · | Vélez Sarsfield    | River Plate        |
| 1969 | 18 equipos, 13 del torneo regular y 5 del Regional                        | Una rueda de todos contra todos · | Boca Juniors       | River Plate        |
| 1970 | 20 equipos, 14 del torneo regular y 6 de las plazas fijas y del Regional  | 2 grupos en dos ruedas de todos contra todos con un interzonal 4 clasificados a la ronda por eliminación                                                                               | Boca Juniors       | Rosario Central    |
| 1971 | 28 equipos, 17 del torneo regular, 11 de las plazas fijas y del Regional  | 2 grupos en una rueda de todos contra todos con un interzonal 4 clasificados a la ronda por eliminación                                                                                | Rosario Central    | San Lorenzo        |
| 1972 | 26 equipos, 18 del torneo regular y 8 de las plazas fijas y del Regional  | 2 grupos en una rueda de todos contra todos con un interzonal 3 clasificados a la ronda por eliminación                                                                                | San Lorenzo        | River Plate        |
| 1973 | 30 equipos, 17 del torneo regular y 13 de las plazas fijas y del Regional | 2 grupos en una rueda de todos contra todos con un interzonal 4 clasificados a la ronda final todos contra todos                                                                       | Rosario Central    | River Plate        |
| 1974 | 36 equipos, 18 del torneo regular y 18 de las plazas fijas y del Regional | 4 grupos en dos ruedas de todos contra todos con un interzonal 8 clasificados a la ronda final todos contra todos                                                                      | San Lorenzo        | Rosario Central    |
| 1975 | 32 equipos, 20 del torneo regular y 12 de las plazas fijas y del Regional | 4 grupos en dos ruedas de todos contra todos con un interzonal 8 clasificados a la ronda final todos contra todos                                                                      | River Plate        | Estudiantes (LP)   |
| 1976 | 34 equipos, 23 del torneo regular y 11 de las plazas fijas y del Regional | 4 grupos en dos ruedas de todos contra todos con un interzonal 8 clasificados a la ronda por eliminación                                                                               | Boca Juniors       | River Plate        |
| 1977 | 32 equipos, 21 del torneo regular y 11 de las plazas fijas y del Regional | 4 grupos en dos ruedas de todos contra todos sin interzonal 4 clasificados a la ronda por eliminación                                                                                  | Independiente      | Talleres           |
| 1978 | 32 equipos, 20 del torneo regular y 12 de las plazas fijas y del Regional | 4 grupos en dos ruedas de todos contra todos sin interzonal 8 clasificados a la ronda por eliminación                                                                                  | Independiente      | River Plate        |
| 1979 | 28 equipos, 16 del torneo regular y 12 de las plazas fijas y del Regional | 4 grupos en dos ruedas de todos contra todos con un interzonal 8 clasificados a la ronda por eliminación                                                                               | River Plate        | Unión (SF)         |
| 1980 | 28 equipos, 17 del torneo regular y 11 de las plazas fijas y del Regional | 4 grupos en dos ruedas de todos contra todos con un interzonal 8 clasificados a la ronda por eliminación                                                                               | Rosario Central    | Racing (Cba)       |
| 1981 | 28 equipos, 17 del torneo regular y 11 de las plazas fijas y del Regional | 4 grupos en dos ruedas de todos contra todos con un interzonal 8 clasificados a la ronda por eliminación                                                                               | River Plate        | Ferro Carril Oeste |
| 1982 | 32 equipos, 18 del torneo regular y 14 de las plazas fijas y del Regional | 4 grupos en dos ruedas de todos contra todos con un interzonal 8 clasificados a la ronda por eliminación                                                                               | Ferro Carril Oeste | Quilmes            |
| 1983 | 32 equipos, 19 del torneo regular y 13 de las plazas fijas y del Regional | 8 grupos en dos ruedas de todos contra todos sin interzonal 24 clasificados, 8 grupos en dos ruedas de todos contra todos con un interzonal 16 clasificados a la ronda por eliminación | Estudiantes (LP)   | Independiente      |
| 1984 | 32 equipos, 19 del torneo regular y 13 de las plazas fijas y del Regional | 8 grupos en dos ruedas de todos contra todos sin interzonal 16 clasificados a la ronda por eliminación                                                                                 | Ferro Carril Oeste | River Plate        |
| 1985 | 32 equipos, 19 del torneo regular y 13 de las plazas fijas y del Regional | 8 grupos en dos ruedas de todos contra todos sin interzonal 16 clasificados a la ronda de ganadores, 16 clasificados a la ronda de perdedores, con doble eliminación                   | Argentinos Juniors | Vélez Sarsfield    |

## Palmarés
| Equipo             | Campeonatos | Subcampeonatos |
| ------------------ | ----------- | -------------- |
| River Plate        | 3           | 7              |
| Rosario Central    | 3           | 2              |
| Independiente      | 3           | 1              |
| Boca Juniors       | 3           | 0              |
| Ferro Carril Oeste | 2           | 1              |
| San Lorenzo        | 2           | 1              |
| Estudiantes (LP)   | 1           | 2              |
| Vélez Sarsfield    | 1           | 1              |
| Argentinos Juniors | 1           | 0              |
| Quilmes            | 0           | 1              |
| Racing (C)         | 0           | 1              |
| Talleres (C)       | 0           | 1              |
| Unión (SF)         | 0           | 1              |

## Participaciones
Tomaron parte de la disputa un total de 89 equipos, provenientes de dos vertientes diferentes, según su condición de directa o indirectamente afiliados a la Asociación del Fútbol Argentino.
Boca Juniors, Estudiantes de La Plata, Independiente, River Plate y Vélez Sarsfield, todos clubes directamente afiliados a la AFA, fueron los únicos que participaron en la totalidad de las ediciones realizadas.

### Del torneo regular
La vía de clasificación de los equipos directamente afiliados a la AFA era el Torneo Metropolitano. No obstante, a partir de 1980, se registró la participación en el mismo de tres equipos pertenecientes a la Liga Cordobesa, a favor de la sanción de la resolución 1309.
| N.º | Equipo                  | 67 | 68 | 69 | 70 | 71 | 72 | 73 | 74 | 75 | 76 | 77 | 78 | 79 | 80 | 81 | 82 | 83 | 84 | 85 | Total |
| 1   | Boca Juniors            | X  | X  | X  | X  | X  | X  | X  | X  | X  | X  | X  | X  | X  | X  | X  | X  | X  | X  | X  | 19    |
| 2   | Estudiantes (LP)        | X  | X  | X  | X  | X  | X  | X  | X  | X  | X  | X  | X  | X  | X  | X  | X  | X  | X  | X  | 19    |
| 3   | Independiente           | X  | X  | X  | X  | X  | X  | X  | X  | X  | X  | X  | X  | X  | X  | X  | X  | X  | X  | X  | 19    |
| 4   | River Plate             | X  | X  | X  | X  | X  | X  | X  | X  | X  | X  | X  | X  | X  | X  | X  | X  | X  | X  | X  | 19    |
| 5   | Vélez Sarsfield         | X  | X  | X  | X  | X  | X  | X  | X  | X  | X  | X  | X  | X  | X  | X  | X  | X  | X  | X  | 19    |
| 6   | San Lorenzo             | X  | X  | X  | X  | X  | X  | X  | X  | X  | X  | X  | X  | X  | X  | X  |    | X  | X  | X  | 18    |
| 7   | Huracán                 |    | X  | X  |    | X  | X  | X  | X  | X  | X  | X  | X  | X  | X  | X  | X  | X  | X  | X  | 17    |
| 8   | Racing Club             | X  | X  | X  | X  | X  | X  | X  | X  | X  | X  | X  | X  | X  | X  | X  | X  | X  |    |    | 17    |
| 9   | Rosario Central         | X  | X  |    | X  | X  | X  | X  | X  | X  | X  | X  | X  | X  | X  | X  | X  | X  | X  |    | 17    |
| 10  | Newell's Old Boys       |    |    |    | X  | X  | X  | X  | X  | X  | X  | X  | X  | X  | X  | X  | X  | X  | X  | X  | 16    |
| 11  | Argentinos Juniors      |    |    |    |    | X  | X  | X  | X  | X  | X  | X  | X  | X  | X  | X  | X  | X  | X  | X  | 15    |
| 12  | Ferro Carril Oeste      | X  |    |    |    | X  | X  | X  | X  | X  | X  |    | X  | X  | X  | X  | X  | X  | X  | X  | 15    |
| 13  | Platense                | X  |    | X  | X  |    |    |    |    |    | X  | X  | X  |    | X  | X  | X  | X  | X  | X  | 12    |
| 14  | Unión (SF)              |    |    | X  |    |    |    |    |    | X  | X  | X  | X  | X  | X  | X  | X  | X  | X  | X  | 12    |
| 15  | Chacarita Juniors       |    |    |    | X  | X  | X  | X  | X  | X  | X  | X  | X  |    |    |    |    |    | X  | X  | 11    |
| 16  | Atlanta                 |    |    |    | X  | X  | X  | X  | X  | X  | X  | X  | X  |    |    |    |    |    | X  |    | 10    |
| 17  | Colón                   |    |    |    |    | X  | X  | X  | X  | X  | X  | X  | X  | X  | X  |    |    |    |    |    | 10    |
| 18  | Gimnasia y Esgrima (LP) |    |    |    | X  | X  | X  | X  | X  | X  | X  | X  | X  |    |    |    |    |    |    | X  | 10    |
| 19  | All Boys                |    |    |    |    |    |    | X  | X  | X  | X  | X  | X  | X  |    |    |    |    |    |    | 7     |
| 20  | Banfield                |    |    |    | X  | X  | X  |    | X  | X  | X  | X  |    |    |    |    |    |    |    |    | 7     |
| 21  | Quilmes                 | X  |    |    |    |    |    |    |    |    | X  | X  | X  | X  | X  |    | X  |    |    |    | 7     |
| 22  | Talleres (C)            |    |    |    |    |    |    |    |    |    |    |    |    |    | X  | X  | X  | X  | X  | X  | 6     |
| 23  | Instituto               |    |    |    |    |    |    |    |    |    |    |    |    |    |    | X  | X  | X  | X  | X  | 5     |
| 24  | Lanús                   | X  | X  | X  |    |    | X  |    |    |    |    |    |    |    |    |    |    |    |    |    | 4     |
| 25  | Racing (C)              |    |    |    |    |    |    |    |    |    |    |    |    |    |    |    |    | X  | X  | X  | 3     |
| 26  | Nueva Chicago           |    |    |    |    |    |    |    |    |    |    |    |    |    |    |    | X  | X  |    |    | 2     |
| 27  | Sarmiento (J)           |    |    |    |    |    |    |    |    |    |    |    |    |    |    | X  | X  |    |    |    | 2     |
| 28  | Temperley               |    |    |    |    |    |    |    |    | X  | X  |    |    |    |    |    |    |    |    |    | 2     |
| 29  | Deportivo Español       |    |    |    |    |    |    |    |    |    |    |    |    |    |    |    |    |    |    | X  | 1     |
| 30  | Estudiantes (BA)        |    |    |    |    |    |    |    |    |    |    | X  |    |    |    |    |    |    |    |    | 1     |
| 31  | Los Andes               |    | X  |    |    |    |    |    |    |    |    |    |    |    |    |    |    |    |    |    | 1     |
| 32  | San Telmo               |    |    |    |    |    |    |    |    |    | X  |    |    |    |    |    |    |    |    |    | 1     |

### Del Torneo Regional y las plazas fijas
A través de estos mecanismos clasificaban los equipos de las ligas regionales del interior del país, indirectamente afiliados a la AFA.
| N.º | Equipo                    | 67 | 68 | 69 | 70 | 71 | 72 | 73 | 74 | 75 | 76 | 77 | 78 | 79 | 80 | 81 | 82 | 83 | 84 | 85 | Total |
| 1   | San Martín (T)            |    | X  | X  | X  | X  | X  | X  | X  | X  | X  | X  | X  | X  |    | X  | X  | X  |    | X  | 16    |
| 2   | Belgrano                  |    | X  |    |    | X  | X  | X  | X  | X  |    | X  |    |    |    | X  |    |    | X  | X  | 10    |
| 3   | Atlético Tucumán          |    |    |    |    |    |    | X  | X  | X  | X  |    | X  | X  | X  | X  |    |    | X  |    | 9     |
| 4   | Gimnasia y Esgrima (M)    |    |    |    | X  | X  | X  |    |    | X  |    |    | X  |    |    | X  | X  | X  | X  |    | 9     |
| 5   | San Lorenzo (MdP)         | X  |    | X  |    |    | X  | X  | X  |    | X  |    |    |    | X  | X  | X  |    |    |    | 9     |
| 6   | San Martín (SM)           | X  |    | X  |    | X  | X  | X  | X  |    | X  |    | X  |    | X  |    |    |    |    |    | 9     |
| 7   | Gimnasia y Esgrima (J)    |    |    |    | X  |    |    | X  |    | X  | X  | X  |    |    | X  | X  | X  |    |    |    | 8     |
| 8   | Talleres (C)              |    |    | X  | X  |    |    |    | X  | X  | X  | X  | X  | X  |    |    |    |    |    |    | 8     |
| 9   | Central Norte (S)         |    |    |    |    |    |    |    | X  |    | X  | X  |    |    | X  |    | X  |    | X  | X  | 7     |
| 10  | Altos Hornos Zapla        |    |    |    |    |    |    |    | X  |    |    |    | X  | X  |    |    |    | X  | X  | X  | 6     |
| 11  | Cipolletti                |    |    |    |    |    |    | X  |    | X  |    | X  |    | X  | X  |    |    |    |    | X  | 6     |
| 12  | Chaco For Ever            | X  |    |    |    |    |    | X  | X  |    |    |    |    | X  | X  |    |    | X  |    |    | 6     |
| 13  | Independiente Rivadavia   |    | X  |    |    |    |    | X  |    |    |    | X  |    | X  | X  |    | X  |    |    |    | 6     |
| 14  | Juventud Antoniana        |    |    |    |    | X  |    | X  |    | X  |    |    | X  |    |    |    |    | X  |    | X  | 6     |
| 15  | Kimberley                 |    |    |    | X  | X  |    | X  |    |    |    |    |    | X  |    |    |    | X  | X  |    | 6     |
| 16  | Atlético Ledesma          |    |    |    |    |    |    |    |    |    | X  | X  | X  | X  |    |    |    |    | X  |    | 5     |
| 17  | Desamparados              |    |    | X  |    |    | X  | X  | X  |    |    |    |    |    |    |    |    |    |    |    | 4     |
| 18  | Guaraní Antonio Franco    |    |    |    |    | X  |    |    |    |    |    |    |    |    |    | X  | X  |    |    | X  | 4     |
| 19  | Racing (C)                |    |    |    |    |    |    |    |    |    |    |    | X  |    | X  | X  | X  |    |    |    | 4     |
| 20  | Aldosivi                  |    |    |    |    |    |    |    | X  | X  | X  |    |    |    |    |    |    |    |    |    | 3     |
| 21  | Atlético Concepción       |    |    |    |    |    |    |    |    |    |    |    |    |    | X  |    | X  | X  |    |    | 3     |
| 22  | Estudiantes (RC)          |    |    |    |    |    |    |    |    |    |    |    |    |    |    |    |    | X  | X  | X  | 3     |
| 23  | Huracán de Comodoro       |    |    |    |    | X  |    |    | X  |    | X  |    |    |    |    |    |    |    |    |    | 3     |
| 24  | Instituto                 |    |    |    |    |    |    | X  |    |    |    |    |    | X  | X  |    |    |    |    |    | 3     |
| 25  | Unión San Vicente         |    |    |    |    |    |    |    |    |    |    |    |    |    |    |    | X  | X  | X  |    | 3     |
| 26  | Bartolomé Mitre (P)       |    |    |    |    |    | X  |    |    | X  |    |    |    |    |    |    |    |    |    |    | 2     |
| 27  | Central Córdoba (SdE)     | X  |    |    |    | X  |    |    |    |    |    |    |    |    |    |    |    |    |    |    | 2     |
| 28  | Círculo Deportivo         |    |    |    |    |    |    |    |    |    |    | X  |    |    |    |    |    |    |    | X  | 2     |
| 29  | Deportivo Roca            |    |    |    |    |    |    |    |    |    |    |    | X  |    |    |    | X  |    |    |    | 2     |
| 30  | Gimnasia y Tiro (S)       |    |    |    |    |    |    |    |    |    |    |    |    | X  |    | X  |    |    |    |    | 2     |
| 31  | Huracán (IW)              |    | X  |    |    | X  |    |    |    |    |    |    |    |    |    |    |    |    |    |    | 2     |
| 32  | Huracán (SR)              |    |    |    |    |    |    |    | X  |    |    |    |    |    |    | X  |    |    |    |    | 2     |
| 33  | Jorge Newbery (J)         |    |    |    |    |    |    |    | X  | X  |    |    |    |    |    |    |    |    |    |    | 2     |
| 34  | Juventud Alianza          |    |    |    |    |    |    |    |    | X  |    |    |    |    |    |    |    |    |    | X  | 2     |
| 35  | Loma Negra                |    |    |    |    |    |    |    |    |    |    |    |    |    |    | X  |    | X  |    |    | 2     |
| 36  | Renato Cesarini           |    |    |    |    |    |    |    |    |    |    |    |    |    |    |    | X  | X  |    |    | 2     |
| 37  | Alianza Juventud Pringles |    |    |    |    |    |    |    |    |    |    |    |    | X  |    |    |    |    |    |    | 1     |
| 38  | Alvarado                  |    |    |    |    |    |    |    |    |    |    |    | X  |    |    |    |    |    |    |    | 1     |
| 39  | Andino                    |    |    |    |    |    |    |    |    |    |    |    |    |    |    |    |    | X  |    |    | 1     |
| 40  | Argentino (Firmat)        |    |    |    |    |    |    |    |    |    |    |    |    |    |    |    |    |    |    | X  | 1     |
| 41  | Atlético Regina           |    |    |    |    |    |    |    | X  |    |    |    |    |    |    |    |    |    |    |    | 1     |
| 42  | Atlético Santa Rosa       |    |    |    |    |    |    |    |    |    |    |    |    |    |    |    |    | X  |    |    | 1     |
| 43  | Atlético Uruguay          |    |    |    |    |    |    |    |    |    |    |    |    |    |    |    |    |    | X  |    | 1     |
| 44  | Don Orione                |    |    |    |    | X  |    |    |    |    |    |    |    |    |    |    |    |    |    |    | 1     |
| 45  | Estudiantes (SdE)         |    |    |    |    |    |    |    |    |    |    |    |    |    |    |    | X  |    |    |    | 1     |
| 46  | Ferro Carril Oeste (GP)   |    |    |    |    |    |    |    |    |    |    |    |    |    |    |    |    |    | X  |    | 1     |
| 47  | Godoy Cruz                |    |    |    |    |    |    |    | X  |    |    |    |    |    |    |    |    |    |    |    | 1     |
| 48  | Huracán Las Heras         |    |    |    |    |    |    |    |    |    |    |    |    |    |    |    |    |    |    | X  | 1     |
| 49  | Independiente (Trelew)    |    |    |    |    |    | X  |    |    |    |    |    |    |    |    |    |    |    |    |    | 1     |
| 50  | Los Andes (SJ)            |    |    |    |    |    |    |    |    |    |    | X  |    |    |    |    |    |    |    |    | 1     |
| 51  | Deportivo Mandiyú         |    |    |    |    |    |    |    | X  |    |    |    |    |    |    |    |    |    |    |    | 1     |
| 52  | Mariano Moreno            |    |    |    |    |    |    |    |    |    |    |    |    |    |    |    | X  |    |    |    | 1     |
| 53  | Olimpo                    |    |    |    |    |    |    |    |    |    |    |    |    |    |    |    |    |    | X  |    | 1     |
| 54  | Patronato                 |    |    |    |    |    |    |    |    |    |    |    | X  |    |    |    |    |    |    |    | 1     |
| 55  | Puerto Comercial          |    |    |    |    |    |    |    | X  |    |    |    |    |    |    |    |    |    |    |    | 1     |
| 56  | Ramón Santamarina         |    |    |    |    |    |    |    |    |    |    |    |    |    |    |    |    |    |    | X  | 1     |
| 57  | San Martín (SJ)           |    |    |    | X  |    |    |    |    |    |    |    |    |    |    |    |    |    |    |    | 1     |
| 58  | Sarmiento (R)             |    |    |    |    |    |    |    |    |    |    | X  |    |    |    |    |    |    |    |    | 1     |
| 59  | Sportivo Patria           |    |    |    |    |    |    |    |    |    | X  |    |    |    |    |    |    |    |    |    | 1     |
| 60  | Unión (GP)                |    |    |    |    |    |    |    |    |    |    |    |    |    |    |    |    |    | X  |    | 1     |